# UFC 198
UFC 198：温盾对米欧奇（UFC 198: Werdum vs. Miocic）是终极格斗冠军赛（UFC）主办的一场综合格斗赛事，于2016年5月14日在巴西库里奇巴的拜沙达竞技场举行。

## 结果
1. ↑  UFC重量级冠军战